# Chiesa di San Cristoforo (Strada in Chianti)
La chiesa di San Cristoforo è un luogo di culto cattolico di Strada in Chianti, una frazione di Greve in Chianti in provincia di Firenze, diocesi di Firenze.

## Storia
Appartenente alla diocesi di Firenze, dipendeva nel 1083 dalla pieve dell'Impruneta, ma conserva poche tracce dell'antica struttura romanica.

## Architettura e arte
Restaurata nel Novecento, con l'aggiunta del portico a tre archi poggianti su colonne, custodisce alcuni affreschi scoperti nel 1973. Di particolare interesse è quello dipinto in una nicchia a sinistra con l'Eden, l'albero della Vita e due palme ai lati, databile al XV secolo e riconducibile alla maniera di Paolo Schiavo.
Altri affreschi raffigurano alcuni Santi e sono opera di un pittore fiorentino della fine del Cinquecento di nome Romolo, noto solo grazie alla firma che è stato possibile rintracciare su questi resti pittorici.
Sull'altare maggiore è collocato un Crocifisso ligneo di Romualdo da Candeli e decorato da Neri di Bicci.